# Classique héritage de la LNH 2014
Match précédent Match suivant
La Classique héritage de la LNH 2014 est un match de hockey sur glace disputé en extérieur le 2 mars 2014 au BC Place à Vancouver, dans la province de Colombie-Britannique au Canada. Ce match oppose les Canucks de Vancouver aux Sénateurs d'Ottawa,.
Durant ce match, 54 194 spectateurs sont venus assiter à ce match « extérieur » (le BC Place étant un stade couvert). Les Sénateurs remportent ce match 4-2 et Clarke MacArthur est nommé première étoile du match après avoir réalisé deux points pour un but et une aide.

## Effectifs
| No | Joueur            | Position       |
| -- | ----------------- | -------------- |
| 3  | Marc Methot       | Défenseur      |
| 4  | Chris Phillips    | Défenseur      |
| 5  | Cody Ceci         | Défenseur      |
| 6  | Bobby Ryan        | Ailier droit   |
| 7  | Kyle Turris       | Centre         |
| 9  | Milan Michálek    | Ailier gauche  |
| 14 | Colin Greening    | Centre         |
| 15 | Zack Smith        | Centre         |
| 16 | Clarke MacArthur  | Ailier gauche  |
| 19 | Jason Spezza      | Centre         |
| 22 | Erik Condra       | Ailier droit   |
| 25 | Chris Neil        | Ailier droit   |
| 40 | Robin Lehner      | Gardien de but |
| 41 | Craig Anderson    | Gardien de but |
| 46 | Patrick Wiercioch | Défenseur      |
| 62 | Eric Gryba        | Défenseur      |
| 65 | Erik Karlsson     | Défenseur      |
| 68 | Mike Hoffman      | Centre         |
| 89 | Cory Conacher     | Ailier gauche  |
| 93 | Mika Zibanejad    | Centre         |

| No | Joueur              | Position       |
| -- | ------------------- | -------------- |
| 1  | Roberto Luongo      | Gardien de but |
| 2  | Dan Hamhuis         | Défenseur      |
| 3  | Kevin Bieksa        | Défenseur      |
| 5  | Jason Garrison      | Défenseur      |
| 7  | David Booth         | Ailier gauche  |
| 8  | Christopher Tanev   | Défenseur      |
| 9  | Zack Kassian        | Ailier droit   |
| 14 | Alexandre Burrows   | Ailier gauche  |
| 15 | Brad Richardson     | Ailier droit   |
| 17 | Ryan Kesler         | Centre         |
| 18 | Ryan Stanton        | Défenseur      |
| 20 | Christopher Higgins | Ailier gauche  |
| 21 | Zac Dalpe           | Centre         |
| 22 | Daniel Sedin        | Ailier gauche  |
| 23 | Alexander Edler     | Défenseur      |
| 24 | Raphael Diaz        | Défenseur      |
| 29 | Tom Sestito         | Ailier gauche  |
| 31 | Eddie Läck          | Gardien de but |
| 33 | Henrik Sedin        | Centre         |
| 36 | Jannik Hansen       | Ailier droit   |

## Feuille de match
| 2 mars 2014 | Vancouver | 2-4 (2-2, 0-1, 0-1) | Ottawa | BC Place 54 194 spectateurs |

| Feuille de match | Feuille de match                                                     | Feuille de match        | Feuille de match | Feuille de match                                                    |
| ---------------- | -------------------------------------------------------------------- | ----------------------- | --- | ------------------------------------------------------------------- |
|                  | Garrison (Hamhuis, Hansen) — 4 min 54 s (SN) Kassian — 11 min 27 s - | 1-0 2-0 2-1 2-2 2-3 2-4 | - MacArthur (Condra, Gryba) — 15 min 15 s Karlsson (MacArthur) — 17 min 3 s (SN) Ceci (Spezza, Michálek) — 30 min 11 s Greening (Neil, Smith) — 58 min 27 s (CV) | Arbitrage : Steve Kozari, Tom Kowal Brad Lazarowich, Michel Cormier |
| Eddie Läck       | Gardiens                                                             | Craig Anderson          | | Arbitrage : Steve Kozari, Tom Kowal Brad Lazarowich, Michel Cormier |
| 12 min           | Pénalités                                                            | 12 min                  | | Arbitrage : Steve Kozari, Tom Kowal Brad Lazarowich, Michel Cormier |
| 31               | Tirs                                                                 | 28                      | | Arbitrage : Steve Kozari, Tom Kowal Brad Lazarowich, Michel Cormier |